# Fusinus albacarinoides
Espèce
Fusinus albacarinoides est une espèce de mollusques gastéropodes marins de la famille des Fasciolariidae.

## Systématique
L'espèce Fusinus albacarinoides a été décrite en 2009 par Roland Hadorn (d), Carlos M. L. Afonso (d) et Emilio Rolán-Alvarez (d),.

## Répartition et habitat
Cette espèce n'est connue pour l'instant que des côtes portugaises au large de l'Algarve à une distance comprise entre 1,6 et 4,0 km de la côte et à des profondeurs supérieures à 14 m. Cette espèce est toujours associée aux fonds rocheux.

## Description
La coquille de Fusinus albacarinoides mesure jusqu'à 22 mm de longueur et présente une forme allongée. 

## Étymologie
Son épithète spécifique, albacarinoides, du latin albus, « blanc », et carnina, « quille », et ce en référence au fait que « la bande périphérique blanche le long de la coque rappelle l'eau écumante blanche du sillage derrière un navire en mouvement ».

## Publication originale
- (en) Roland Hadorn, Carlos M. L. Afonso et Emilio Rolán, « A new Fusinus (Gastropoda: Fasciolariidae) from the Algarve, south coast of Portugal », Iberus, Barcelone, vol. 27, no 1,‎ 30 juin 2009, p. 119-129 (ISSN 0212-3010, OCLC 10907884, DOI 10.5281/ZENODO.4543979, lire en ligne).